# Sigurnosno-obavještajna agencija
Sigurnosno-obavještajna agencija (skraćeno SOA) je sigurnosno-obavještajna agencija u Republici Hrvatskoj koja pokriva civilno područje sigurnosnog i obavještajnog rada u zemlji i inozemstvu (za razliku od Vojne sigurnosno-obavještajne agencije koja pokriva vojno područje sigurnosno-obavještajnog djelovanja). SOA je započela s radom 17. kolovoza 2006. godine, stupanjem na snagu Zakona o sigurnosno-obavještanom sustavu Republike Hrvatske. Nastala je spajanjem dotadašnjih sigurnosnih službi – Protuobavještajne agencije (POA-e) i Obavještajne agencije (OA-e) u jednu.

## Povijest

### Godine 1991. – 2002.
Tijekom 1990-ih godina središnje tijelo za obavljanje poslova nacionalne sigurnosti bio je Ured za zaštitu ustavnog poretka (UZUP) koji je osnovan odlukom Predsjednika Republike 27. svibnja 1991. godine. UZUP je prestao s radom 21. ožujka 1993. godine kada se odlukom Predsjednika Republike osniva Ured za nacionalnu sigurnost (UNS). UNS je u zakonski okvir stavljen donošenjem Zakona o Uredu za nacionalnu sigurnost 17. svibnja 1995. godine.
Ciljeve i zadaće obavještajne zajednice određivao je Stožerni odbor nacionalne sigurnosti (SONS) i Koordinacijski odbor obavještajne zajednice (KOOZ). Zadaća SONS-a bila je usmjeravanje i usklađivanje rada državnih ministarstava u obavljanju poslova nacionalne sigurnosti, dok je KOOZ bio odgovoran za provedbu zadaća dobivenih od SONS-a.
Jezgru obavještajne zajednice činile su četiri službe koje su se bavile obavještajnim radom:
- Hrvatska izvještajna služba (HIS)
- Služba za zaštitu ustavnog poretka Ministarstva unutarnjih poslova RH (SZUP)
- Sigurnosno-informativna služba Ministarstva obrane RH (SIS)
- Obavještajna uprava Glavnog stožera Oružanih snaga RH (ObU GSOSRH)

Predsjednik RH davao je smjernice za rad UNS-u i obavještajnoj zajednici RH. Predstojnik UNS-a i državni ministri određivali su zadaće službama za koje su bili odgovorni. Godišnji plan rada obavještajne zajednice pripremao je KOOZ, a sastojao se od projekata i operativnih akcija u čijoj izvedbi moraju sudjelovati dvije ili više službi. SONS je odobravao godišnji plan rada obavještajne zajednice te nadzirao njegovu izvedbu.
Osim gore spomenutog UNS-a te službi, širi krug sigurnosnog sustava činile su i kriminalistička policija, vojna policija, carinska služba, financijska policija, čiji su se predstavnici mogli pozvati na sjednice KOOZ-a.

### Godine 2002. – 2006.
Godine 2002. Hrvatski sabor donio je Zakon o sigurnosnim službama Republike Hrvatske te Strategiju nacionalne sigurnosti Republike Hrvatske.
Tim zakonom osnovane su tri sigurnosne službe:
- Obavještajna agencija (OA)
- Protuobavještajna agencija (POA)
- Vojna sigurnosna agencija (VSA)

Radi ostvarivanja suradnje Predsjednika Republike i Vlade Republike Hrvatske u usmjeravanju rada sigurnosnih službi, osnovano je Vijeće za nacionalnu sigurnost, a radi operativnog usklađivanja rada sigurnosnih službi, Savjet za koordinaciju sigurnosnih službi. Ured Vijeća za nacionalnu sigurnost osnovan je radi obavljanja stručnih i administrativnih poslova za Vijeće za nacionalnu sigurnost i Savjet za koordinaciju sigurnosnih službi.

### Današnji sigurnosno-obavještajni sustav
Sigurnosno-obavještajni sustav u Republici Hrvatskoj reformiran je sredinom 2006. godine donošenjem Zakona o sigurnosno-obavještajnom sustavu. Tim zakonom ustrojene su dvije sigurnosne službe: Sigurnosno-obavještajna agencija (SOA) te Vojna sigurnosno-obavještajna agencija (VSOA).

## Ustroj
Rad u središnjici odvija se u ustrojstvenim jedinicama:
- Operativa - prikupljanje podataka
- Analitika - obradu i analizu podataka i dokumentaciju
- Tehnika - posebne tehnologije, informatiku i komunikacije
- Unutarnji nadzor - protuobavještajnu zaštitu i nadzor
- Ljudski potencijali - zaposlenici, pravni i materijalno-financijski poslovi.

SOA pokriva teritorij Republike Hrvatske radom 10 regionalnih centara.

## Područja rada
Djelovanje SOA-e na području Republike Hrvatske usmjereno je na sprječavanje aktivnosti ili radnji koje se poduzimaju radi ugrožavanja Ustavom utvrđenog poretka, ugrožavanja sigurnosti državnih tijela, građana i nacionalnih interesa putem:
- terorizma i drugih oblika organiziranog nasilja,
- obavještajne djelatnosti stranih obavještajnih službi, organizacija i pojedinaca,
- ekstremističkog organiziranja i djelovanja skupina i pojedinaca,
- ugrožavanja sigurnosti najviših državnih dužnosnika te štićenih objekata i prostora,
- organiziranoga i gospodarskog kriminala,
- neovlaštenog ulaska u zaštićene informacijske i komunikacijske sustave državnih tijela,
- odavanja klasificiranih podataka od čelnika i zaposlenika državnih tijela, znastvenih institucija i pravnih osoba s javnim ovlastima,
- drugih aktivnosti usmjerenih na ugrožavanje nacionalne sigurnosti.

SOA prikuplja, analizira, obrađuje i ocjenjuje podatke političke, gospodarske, znanstveno-tehnološke i sigurnosne i prirode koji se odnose na strane države, organizacije, političke i gospodarske saveze, skupine i osobe, osobito one koji ukazuju na namjere, mogućnosti, prikrivene planove i tajna djelovanja usmjerena na ugrožavanje nacionalne sigurnosti, odnosno podatke koji su od značaja za nacionalnu sigurnost Republike Hrvatske.

## Proračun
SOA je 2016. godine imala godišnji proračun od 324 milijuna kuna. Proračun za 2020. godinu je planiran na razini od 414 milijuna kuna. Proračun za 2023. godinu iznosi 56 193 151 eura.

## Ravnatelji
| Ravnatelj          | Razdoblje     |
| ------------------ | ------------- |
| Tomislav Karamarko | 2006. – 2008. |
| Josip Buljević     | 2008. – 2012. |
| Dragan Lozančić    | 2012. – 2016. |
| Daniel Markić      | 2016. -       |

## Poveznice
- Sigurnosno-obavještajni sustav u Hrvatskoj
- Vojna sigurnosno-obavještajna agencija

## Vanjske poveznice
- Službene stranice SOA-e